# Chamas da Vida
Chamas da Vida é uma telenovela brasileira produzida e exibida pela Record, entre 8 de julho de 2008 e 28 de abril de 2009, em 253 capítulos, substituindo Amor e Intrigas e sendo substituída por Poder Paralelo. Foi a 12ª telenovela transmitida pela emissora desde a retomada da produção de obras de teledramaturgia, em 2004. 
Foi escrita por Cristianne Fridman, com a colaboração de Paula Richard, Renata Dias Gomes, Nélio Abbade, Camilo Pellegrini e Valéria Motta. Contou com a direção de Roberto Bomtempo, Rudi Lagemann, Rogério Passos e direção geral de Edgard Miranda.
Contou com Leonardo Brício, Juliana Silveira, Lucinha Lins, Bruno Ferrari, Amandha Lee, Andréia Horta, Letícia Colin e André Di Mauro nos papeis principais.

## Produção

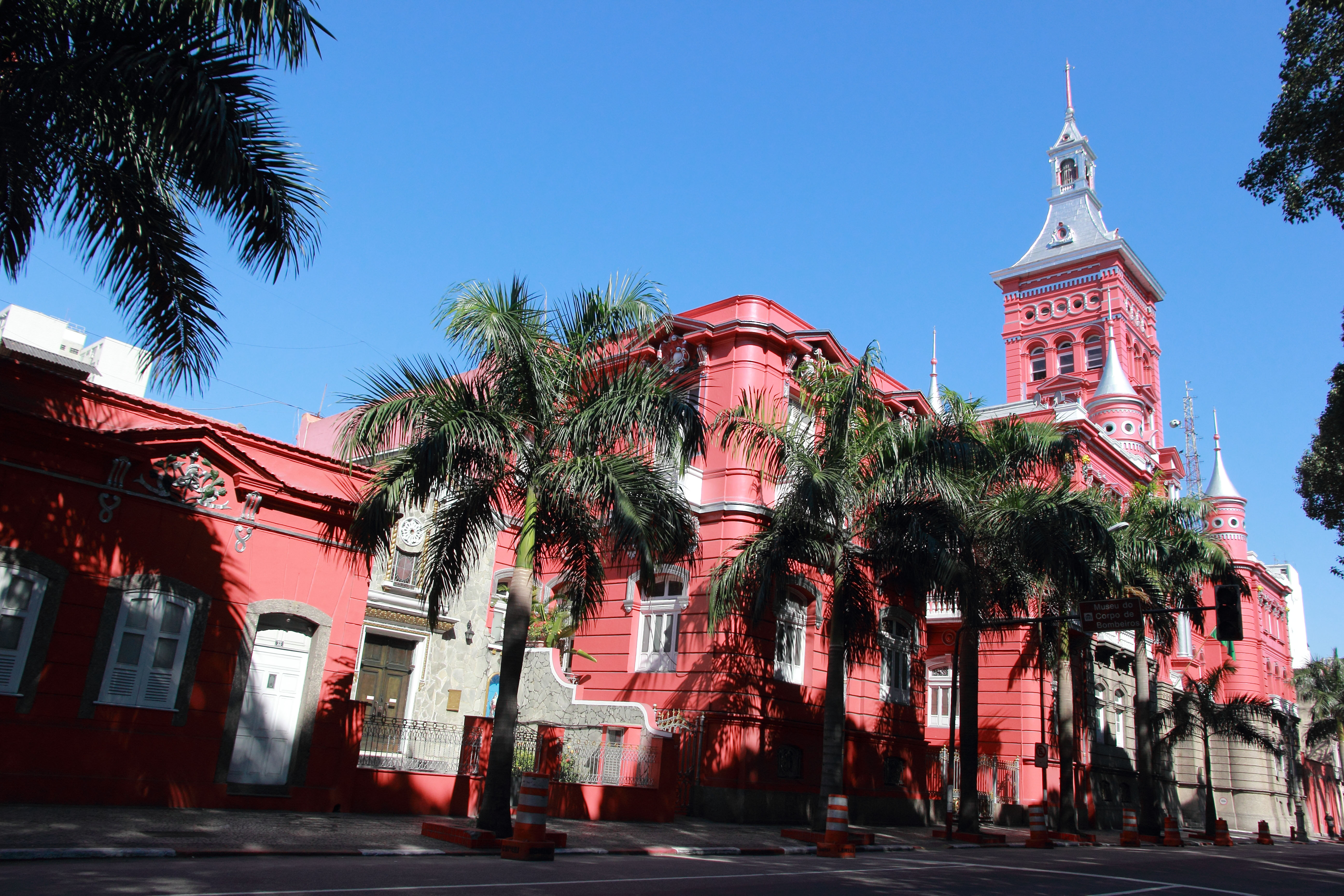
O quartel do Corpo de Bombeiros do Rio de Janeiro foi utilizado como cenário para as gravações.

A telenovela se situava no Rio de Janeiro, mais especificamente na Baixada Fluminense, tendo como cenários bairros como Tinguá, Urca e Flamengo. Tinguá é um dos grandes destaques da trama, com a corporação de bombeiros da qual faz parte o protagonista, Pedro, sendo responsável por essa área, onde também se situa a Reserva Biológica Federal do Tinguá, local das primeiras cenas que foram ao ar (uma simulação de resgate). 
Na semana que antecedeu à estreia da telenovela, o Jornal da Record levou ao ar uma série de reportagens destacando a importância do trabalho dos bombeiros para a sociedade. Os atores que fizeram parte do núcleo de bombeiros da trama receberam treinamento no Quartel Central do Rio de Janeiro. As filmagens envolveram a compra de um moderno caminhão, importado da Dinamarca, e as cenas envolvendo incêndios na cidade cenográfica foram todas reais. A emissora também obteve permissão para gravar sete simulações de incêndio promovidas pelo Corpo de Bombeiros do Rio de Janeiro.

## Enredo
Amigos de infância, Pedro (Leonardo Brício) e Carolina (Juliana Silveira) cresceram em Tinguá, na baixada fluminense, mas tomaram rumos diferentes na vida. Pedro tornou-se soldado bombeiro e passou a criar os três irmãos após a morte dos pais. Já Carolina formou-se como cineasta e se mudou com os pais, Arlete (Jussara Freire) e Walter (Antônio Grassi) - proprietário da fábrica de sorvetes Gelado Gostoso ('GG') - para a Barra da Tijuca. O caminho dos dois volta a se cruzar após um incêndio na GG, no qual Pedro salva Carolina, mas perde seu melhor amigo, o bombeiro Wallace (Rodrigo Faro) na tragédia. Ele, no entanto, namora a explosiva suburbana Ivonete (Amandha Lee), irmã de Wallace, que passa a culpar Carolina pela morte de seu irmão. Já Carol namora o playboy Tomás (Bruno Ferrari), um mauricinho mau-caráter e manipulado pela mãe Vilma (Lucinha Lins). 
Fria e sem escrúpulos, Vilma é uma mulher ardilosa e de gênio forte, que maltrata os filhos e alimenta no mais velho o desejo de vingança contra Walter. O finado marido de Vilma, João, era sócio de Walter, mas foi acusado de se envolver em negociatas ilícitas e se matou. Sentindo-se culpado, Walter nomeou Vilma como administradora da fábrica e passou a ajuda-los financeiramente, sequer imaginando que ela na verdade o despreza e o rouba. Almejando tornar Tomás o presidente da GG, Vilma não vê com bons olhos a reaproximação de Pedro e Carolina e passa a criar armadilhas para separar o casal, não imaginando que seu filho acabasse se apaixonando por Ivonete. 
O bad-boy Antônio (Dado Dolabella) é um jovem rebelde e delinquente que nunca superou a morte dos pais e possui sérios conflitos com o irmão Pedro. Com várias passagens pela polícia, Antônio passou a integrar uma gangue criminosa que pratica diversos rachas e atos de vandalismo por Nova Iguaçu, junto com os amigos Marreta (Vítor Hugo), Manu (Juliana Lohmann), Léo (Rafael Queiroga), Jairo (Igor Cotrim) e Telma (Lisandra Cortez). Filha de Vilma, com quem também tem vários conflitos, a rebelde Beatriz (Andréia Horta) acaba se envolvendo com Antônio e tenta de várias maneiras desmascarar a mãe, que sempre a humilhara. Enquanto isso, a adolescente Vivi (Letícia Colin), irmã de Pedro, passa pelos típicos problemas da idade e navegando na internet passa a conversar com o pedófilo Lipe (André Di Mauro), homem problemático que após violentá-la, passa a persegui-la obsessivamente, fazendo com que a menina se torne retraída e depressiva. Com o tempo, ela desenvolve um relacionamento com Demorô (Dáblio Moreira), um ex-menino de rua. No entanto, tanto ela quanto sua amiga Cíntia (Giordanna Forte) também acabam se envolvendo com Guga (Thiago de Los Reyes), irmão de Beatriz e Tomás, que também vive em conflitos com a mãe Vilma.

A trama ainda mostra o drama do bombeiro Guilherme (Roger Gobeth), rapaz mulherengo que descobre ser HIV positivo e não sabe como contar para a namorada, Michelle (Luíza Curvo), e para a família, sofrendo em silêncio. Já Miguel (Floriano Peixoto) é um homem misterioso que vive na Reserva Biológica Federal do Tinguá e possui um forte ligação com Vilma, de quem foi amante no passado e por quem teve a vida arruinada, isolando-se de toda a sociedade e passando a proteger a mata de caçadores ilegais.
Ao longo da trama, Vilma torna-se cada vez mais perigosa e irada pelo poder, aflorando seu lado piromaníaca e usando o fogo para assassinar seus inimigos, sempre deixando uma placa de aço com o desenho de uma fênix nos locais  como marca registrada. Ela também cria um aliado dentro da polícia, o inspetor corrupto Xavier (Zeca Carvalho), que acaba recebendo dinheiro para armar suas falcatruas. Porém, a vida da vilã torna-se um inferno quando suas placas de fênix são roubadas e um "incendiário misterioso" passa a cometer uma série de crimes para incrimina-la e fazê-la sofrer.

## Exibição
A emissora pretendia reapresentar a novela em julho de 2015 como primeira telenovela da nova faixa de reprises, porém teve que desistir dos planos após ser barrada pelo Ministério da Justiça pelas cenas de violência impróprias para o horário da tarde, entrando Prova de Amor em seu lugar. No mesmo ano foi exibida pela Investigação Discovery entre 31 de agosto de 2015 e 7 de agosto de 2016 às 12h55, contando com um final diferente da original, onde o incendiário é outro personagem. Em setembro, após realizar alguns cortes nas cenas fortes, a RecordTV conseguiu a liberação do Ministério, reexibindo-a entre 26 de outubro de 2015 à 27 de setembro de 2016 em 230 capítulos, substituindo Dona Xepa e sendo substituída por Vidas em Jogo às 15h45, contando com o mesmo final da Investigação Discovery.
Foi reprisada pela segunda vez na RecordTV entre 28 de fevereiro a 14 de outubro de 2022 em 165 capítulos, substituindo Prova de Amor e sendo substituída por Os Dez Mandamentos ás 15h20, com um final alternativo. Essa reprise foi escalada ás pressas, uma vez que a próxima novela da tarde seria Vitória (2014–15). No entanto, devido á polêmica entrevista do Flow Podcast, transmitida no dia 8 de fevereiro de 2022 pelo seu canal no YouTube, e sob protesto do elenco devido a abordagem do tema do neonazismo, a trama foi novamente vetada, uma vez que já havia sido em 2019 para evitar associações ao Massacre de Suzano, ocorrido uma semana antes.

## Elenco
| Intérprete           | Personagem                                  |
| -------------------- | ------------------------------------------- |
| Leonardo Brício      | Pedro Galvão Ferreira                       |
| Juliana Silveira     | Carolina Monteiro Azevedo de Castro (Carol) |
| Lucinha Lins         | Vilma Oliveira Santos                       |
| Bruno Ferrari        | Tomás Oliveira Santos                       |
| Amandha Lee          | Ivonete Amaro da Silva                      |
| Dado Dolabella       | Antônio Galvão Ferreira                     |
| Andréia Horta        | Beatriz Oliveira Santos                     |
| Letícia Colin        | Viviane Galvão Ferreira (Vivi)              |
| André Di Mauro       | Felipe Resende (Lipe)                       |
| Giuseppe Oristanio   | Roberto Cardoso de Oliveira                 |
| Jussara Freire       | Arlete Monteiro Azevedo de Castro           |
| Antônio Grassi       | Walter Azevedo de Castro                    |
| Floriano Peixoto     | Miguel Costa                                |
| Roger Gobeth         | Guilherme Bueno Pimenta (Gui)               |
| Luíza Curvo          | Michele Cavalcante Gomes                    |
| Vítor Hugo           | Fernando Teixeira (Marreta)                 |
| Juliana Lohmann      | Manuela Barbosa Castelli (Manu)             |
| Gabriel Gracindo     | Soldado Eurico Camargo Júnior (Junior)      |
| Ana Paula Tabalipa   | Raíssa Mendes                               |
| Zeca Carvalho        | Investigador Xavier                         |
| Lisandra Cortez      | Telma Dias                                  |
| Ewerton de Castro    | Brito Pimenta                               |
| Stella Freitas       | Roseclair Bueno Pimenta                     |
| Íris Bruzzi          | Teresa Amaro da Silva (Vó Tuquinha)         |
| Marilu Bueno         | Catarina Amaro da Silva (Tia Catarina)      |
| Milhem Cortaz        | Sargento Carlos José Lima (Cazé)            |
| Nathália Rodrigues   | Suelen Almeida Batista                      |
| Mariana Hein         | Andressa de Souza                           |
| Nina de Pádua        | Lourdes Amaro da Silva                      |
| Raymundo de Souza    | Comandante Eurico Camargo                   |
| Umberto Magnani      | Dionísio Cardoso de Oliveira                |
| Dáblio Moreira       | Máicon das Dores Vieira (Demorô)            |
| Thiago de Los Reyes  | Gustavo Oliveira Santos Costa (Guga)        |
| Giordanna Forte      | Cíntia Rocha                                |
| Rafael Queiroga      | Leonardo Frota (Léo)                        |
| Edward Boggis        | Diego Cunha                                 |
| Catarina Abdala      | Margareth das Dores Vieira                  |
| Ivone Hoffmann       | Odiléia Bueno                               |
| André Luiz Miranda   | Lincoln Ribeiro                             |
| Roberta Santiago     | Gildete Rodrigues                           |
| Claudiana Cotrim     | Darlene Frota                               |
| Ricardo Pavão        | Delegado Fausto                             |
| Vanessa Pascale      | Verônica                                    |
| Waldyr Gozzy         | Ricardo                                     |
| Denise Orthis        | Maria da Glória                             |
| João Vithor Oliveira | Rafael Galvão Ferreira (Rafa)               |
| Gabriel Moura        | Gabriel Mendes                              |
| Dudu Cury            | Joaquim                                     |

### Participações especiais
| Ator/Atriz             | Personagem                        |
| ---------------------- | --------------------------------- |
| Igor Cotrim            | Jairo Koerich                     |
| Sandra Pêra            | Mercedes Ferreira                 |
| Lívia Rossi            | Sargento Glória Benete            |
| Rodrigo Faro           | Tenente Wallace Amaro da Silva    |
| Alexandre Zacchia      | Washington Teixeira               |
| Jalusa Barcellos       | Suzana Cavalcante Gomes           |
| Gustavo Ottoni         | Adeílson Pinto Rodrigues          |
| Camilo Bevilacqua      | Gastão Rufino Albuquerque         |
| Alexandre Mandarino    | Tadeu Rufino Albuquerque          |
| Verônica Debom         | Carla Lemos                       |
| Guilherme Leme         | André Lemos                       |
| Roberto Bomtempo       | Docinho                           |
| Kito Junqueira         | Paulo Castelli                    |
| João Velho             | Lagarto                           |
| Lady Francisco         | Safira                            |
| Michel Gomes           | Emerson                           |
| Maria Sílvia           | Miriam Resende                    |
| Marcelo Batista        | Zeca                              |
| Roney Villela          | Carlão                            |
| Nathália Limaverde     | Isabel                            |
| Antônio Pompeo         | Seu Aderbal                       |
| Hélio Ribeiro          | Leopoldo Dalago                   |
| Maíra Charken          | Emília                            |
| Gisela Reimann         | Alice                             |
| Clara Garcia           | Zuleika                           |
| Ed Oliveira            | Zé                                |
| Thogun Teixeira        | Bigorna                           |
| Flávio Pardal          | Peteleco                          |
| Luka Ribeiro           | Marcondes                         |
| Wesley Pereira Queiroz | Victor Ribeiro                    |
| Leandro Develly        | Kiko                              |
| Daniel Iasi            | Tenente Marcos                    |
| Marcelo Assunção       | Dantas / Augusto                  |
| Victor Rocha           | Juca                              |
| Álvaro Abraão          | Tenente Bastos                    |
| Sílvio Matos           | Hélio                             |
| Cláudio Tovar          | Juiz Estevão                      |
| Roberto Frota          | pai de Lipe                       |
| Raul Labancca          | diretor do reformatório           |
| Carla Pompílio         | assistente social                 |
| Paulo Giardini         | advogado de Mercedes              |
| Jonathan Azevedo       | bandido                           |
| Gregório Duvivier      | suicida                           |
| Alexandre Dacosta      | empregado de Walter               |
| Edson Fieschi          | promotor do julgamento de Antônio |
| João Vítor Silva       | Tomás (criança)                   |
| Eduarda Saboya         | Beatriz (criança)                 |
| Lucas Borges           | Wallace (criança)                 |
| Dudu Nobre             | Ele mesmo                         |
| Os Morenos             | Eles mesmos                       |

## Música
A trilha sonora foi lançada em 20 de agosto de 2008, em parceria da Record Produções e Gravações com a Sony. Entre as canções destaca-se Fogo e Paixão, tema de abertura, cantada por Fabio Jr., a canção Carolina cantada por Seu Jorge e Escolhas, Provas e Promessas pela banda CPM 22. Entre outros cantores, ainda há Ana Carolina, Cassia Eller, Lenine, Jorge Aragão, Mikefoxx e Twiggy. Na capa estampam os protagonistas Juliana Silveira e Leonardo Brício.
| N.º | Título                                  | Música                 | Personagem            | Duração |  |
| 1.  | "Fogo e Paixão"                         | Fábio Júnior           | Abertura              | 03:23   |  |
| 2.  | "Sinais de Fogo"                        | Antonio Villeroy       | Carolina e Pedro      | 02:38   |  |
| 3.  | "Sem Dívida, Nem Duvida"                | Jorge Aragão           | Pensão da Vó Tuquinha | 04:03   |  |
| 4.  | "Primeiros Erros"                       | Mikefoxx               | Antônio e Beatriz     | 03:59   |  |
| 5.  | "Escolhas, Provas e Promessas"          | CPM 22                 | Ferro-velho           | 02:58   |  |
| 6.  | "Entre a Sola e o Sapato"               | Alcione e Gilberto Gil | Arlete                | 04:28   |  |
| 7.  | "Carolina"                              | Seu Jorge              | Carolina              | 05:53   |  |
| 8.  | "Escorregadia"                          | Twiggy                 | Junior e Raíssa       | 04:00   |  |
| 9.  | "Qualquer Coisa"                        | Arnaldo Antunes        | Ivonete e Tomás       | 02:55   |  |
| 10. | "Faz o Pagode Explodir"                 | Dudu Nobre             | Ivonete               | 02:37   |  |
| 11. | "Meu Mundo Ficaria Completo (Com Você)" | Cássia Eller           | Cazé, Raíssa e Suelen | 04:10   |  |
| 12. | "Hoje Eu Quero Sair Só"                 | Lenine                 | Marreta e Manu        | 05:38   |  |
| 13. | "Feelings"                              | Morris Albert          | Vilma                 | 03:46   |  |
| 14. | "Also Sprach Zarathustra"               | Hervah                 | Quartel dos bombeiros | 03:14   |  |

Outras canções não incluídas na trilha sonora
- "Epitáfio" - Nasi (tema de Guilherme e Michele)
- "Destino" - Dado Dolabella (tema de Antônio)
- "Nossa Música" - CPM 22 (tema do ferro-velho)
- "Me Liga" - Os Paralamas do Sucesso (tema de Vivi, Guga, Demorô e Cíntia)
- "Toda Noite" - Swing & Simpatia (tema de Andressa e Miguel)
- "Timoneiro" - Paulinho da Viola (tema de Seu Brito)
- "Sai Dessa" - Aline Muniz (tema de Ivonete e Tomás)
- "Full Trottle" - Dr. Sin (tema do incendiário)

## Temáticas
- Amor platônico: Junior por Raíssa; Cíntia por Guga. Guga por Vivi; Roberto por Andressa; Telma por Junior.
- Quadrado amoroso: Vivi, Guga, Cíntia e Demorô.
- Ciúme doentio: Telma de Junior.
- Transexualidade: Docinho.
- Crime organizado: Tadeu e Gastão.
- Heroísmo: Bombeiros e polícia.
- Preservação ambiental: André e Miguel.
- Primeiros socorros: Cazé e Guilherme.
- Reciclagem: André e outros personagens
- Reencontro familiar: Lourdes, Ivonete, Vó Tuquinha e Tia Catarina; Demorô e Margareth.
- Assalto: Gangue do Ferro-velho; Lipe.
- Assassinato: Vilma a Adeilson, mãe de "Leo e Darlene" e Wallace; "Leo e Darlene" a Walter, Andressa, Miguel e Arlete; Gastão e Tadeu a Marreta e Manu.
- Impunidade: Vilma, "Leo e Darlene"
- Obsessão compulsiva: Vilma, Telma e Lipe.
- Violência: Antônio.
- Mudança de personalidade: Tomás e Ivonete.
- Piromania: Vilma, "Leo e Darlene".
- Tentativa de homicídio: "Leo e Darlene" a Xavier; Vilma a Arlete.
- Adoção: Guilherme e Michele a Bruno.
- Vingança: "Leo e Darlene" a Vilma.
- Esquizofrenia: Vilma e Lipe.
- Chantagem: "Leo e Darlene" com Vilma; Vilma com Suelen; Telma com Raíssa.
- Toxicomania: Antônio, Jairo, Kiko e Manu.
- Depressão: Pedro e Vivi.
- Soropositivo: Guilherme.
- Preconceito: Suzana com Guilherme; Vilma com pessoas de classe baixa.
- Pedofilia: Lipe com Vivi e Izabel.[14]
- Violência ao menor: Lipe quandro criança era agredido e abusado por seu pai; Demorô era agredido pelo padastro.
- Estupro: Lipe com Vivi; Presos com Lipe.
- Suborno: Vilma ao legista (pai de "Leo e Darlene"), Adeilson, Mercedes e Xavier.
- Violência contra a mulher: Gastão e Tadeu contra Manu.
- Tráfico de animais: Caçadores.
- Gravidez na adolescência: Cíntia e Vivi.
- Distúrbio mental: Telma.
- Obsessão pelo dinheiro: Mercedes, Vilma e Xavier.
- Corrupção policial: Xavier
- Prostituição: Odiléia, Andressa e Docinho.
- Gravidez fruto de um estupro: Vivi; Raíssa.
- Aborto: Vivi a seu filho.

## Recepção da crítica
A novela Chamas da Vida não terminou em março de 2009, como inicialmente previsto. Com a alta audiência da novela, a Record esticou Chamas da Vida até 28 de abril de 2009, então, a trama totalizou 253 capítulos.
Chamas da Vida foi considerada uma das melhores telenovelas já produzidas pela emissora RecordTV, ao lado de Essas Mulheres, Cidadão Brasileiro, Vidas Opostas, Vidas em Jogo, Pecado Mortal e Os Dez Mandamentos. A novela foi particularmente popular em Fortaleza e no Rio de Janeiro, cidades onde a Record chegou a superar a média de audiência da TV Globo.
A abordagem do tema da pedofilia através do polêmico vilão Lipe (interpretado por André Di Mauro) causou uma grande repercussão.

## Audiência
Exibição original
O primeiro capítulo teve excelente média de 19 pontos, sete a mais que a estreia da anterior, Amor e Intrigas. O segundo capítulo conseguiu manter o mesmo índice, com 28% de share. Em 12 de novembro atingiu picos de 21 pontos durante as cenas de perseguição do pedófilo Lipe. O último capítulo teve média de 18 pontos com picos de 22 e alcançou a liderança por 9 minutos.
Reprises
Reestreou com 5 pontos. Sua maior audiência foi de 7 pontos no dia 27 de abril de 2016. O último capítulo registrou 6 pontos, tendo média geral de 5 pontos.
A estreia da segunda reprise marcou 5,1 pontos, mantendo a vice-liderança. O segundo capítulo obteve 5,6 pontos. Durante sua exibição, ficou alternando entre 4 e 5 pontos. Apesar de ser uma média considerada razoável em relação as novelas anteriores reapresentadas na faixa das 15h e ser também uma das únicas atrações a fechar na vice-liderança na RecordTV, que enfrentava uma crise de audiência, a novela tinha como concorrência pesada a reapresentação da novela O Cravo e a Rosa, que costumava registrar médias entre 13 e 15 pontos. Sua maior audiência foi no penúltimo capítulo com 5,8 pontos. O último capítulo registrou 5,2 pontos. Teve média geral 4,2 pontos, sendo a pior média do horário desde Dona Xepa em 2015.

## Prêmios e indicações
| Ano  | Prêmio                    | Categoria                | Indicado           | Resultado | Ref.   |
| ---- | ------------------------- | ------------------------ | ------------------ | --------- | ------ |
| 2008 | Prêmio Extra de Televisão | Melhor Novela            | Chamas da Vida     | Indicado  | [ 31 ] |
| 2009 | Troféu Imprensa           | Melhor Novela            | Chamas da Vida     | Indicado  | [ 32 ] |
| 2009 | Troféu Internet           | Melhor Novela            | Chamas da Vida     | Indicado  | [ 32 ] |
| 2009 | Prêmio Contigo! de TV     | Melhor Autor             | Cristianne Fridman | Indicado  | [ 33 ] |
| 2009 | Prêmio Contigo! de TV     | Melhor Novela            | Chamas da Vida     | Indicado  | [ 33 ] |
| 2009 | Prêmio Contigo! de TV     | Melhor Atriz             | Lucinha Lins       | Indicado  | [ 33 ] |
| 2009 | Prêmio Contigo! de TV     | Melhor Ator              | Leonardo Brício    | Indicado  | [ 33 ] |
| 2009 | Prêmio Contigo! de TV     | Melhor Atriz Coadjuvante | Amandha Lee        | Indicado  | [ 33 ] |
| 2009 | Prêmio Contigo! de TV     | Melhor Atriz Coadjuvante | Andréia Horta      | Indicado  | [ 33 ] |
| 2009 | Prêmio Contigo! de TV     | Melhor Ator Coadjuvante  | André Di Mauro     | Indicado  | [ 33 ] |
| 2009 | Prêmio Contigo! de TV     | Melhor Ator Coadjuvante  | Bruno Ferrari      | Indicado  | [ 33 ] |
| 2009 | Prêmio Contigo! de TV     | Melhor Diretor           | Edgard Miranda     | Indicado  | [ 33 ] |